# صیادآباد
صیادآباد، روستایی در دهستان انگوت شرقی بخش مرکزی شهرستان انگوت در استان اردبیل ایران است.

## جمعیت
بر پایه سرشماری عمومی نفوس و مسکن در سال ۱۳۹۵، جمعیت این روستا برابر با ۱۹۴ نفر (۶۰ خانوار) بوده‌است.